# Радлиці (Хощенський повіт)
Радлиці (пол. Radlice) — село в Польщі, у гміні Хощно Хощенського повіту Західнопоморського воєводства.
Населення — 52 особи (2011).
У 1975-1998 роках село належало до Гожовського воєводства.

## Демографія
Демографічна структура станом на 31 березня 2011 року:
|          | Загалом | Допрацездатний вік | Працездатний вік | Постпрацездатний вік |
| -------- | ------- | ------------------ | ---------------- | -------------------- |
| Чоловіки | 30      | 3                  | 24               | 3                    |
| Жінки    | 22      | 11                 | 11               | 0                    |
| Разом    | 52      | 14                 | 35               | 3                    |